# Andreas Gruentzig
Andreas Gruentzig est un cardiologue allemand né à Dresde (1939-1985). Inventeur et bricoleur de génie, il fit évoluer la cardiologie en développant l'angioplastie coronarienne à partir de 1976.

## Angioplastie
La première dilatation par ballonnet d’un rétrécissement (sténose) d’une artère coronaire chez un patient éveillé a été effectuée par Gruentzig en septembre 1977 à l'hôpital universitaire de Zurich en Suisse. Gruentzig a présenté les résultats des premières quatre angioplasties en novembre 1977 lors du congrès de la American Heart Association (AHA), avec un fort écho mondial,,.
Durant les années 1980, l’angioplastie transluminale a été acceptée comme alternative à la chirurgie de pontage aorto-coronarien dans des cas bien sélectionnés. L’utilisation des stents à partir de 1986 a amélioré cette technique de façon significative de sorte que les procédures non chirurgicales ont largement dépassé le nombre des pontages[réf. souhaitée].

## Mort accidentelle
Gruentzig et son épouse sont décédés lors d’un accident d’avion en Géorgie aux États-Unis en octobre 1985.